# Grow Old with Me
Grow Old with Me è l'undicesima traccia - quinta nel lato B - dell'album Milk and Honey di John Lennon e Yōko Ono, pubblicato il 9 gennaio 1984, tre anni dopo la morte del primo e contenente tutte canzoni inedite.

## Descrizione

### Origine
Il brano fu scritto da Lennon mentre era alle Bermuda nel 1980: l'idea nacque quando Ono da New York scrisse "Let Me Count the Ways", citando il verso "How do I love thee? Let me count the ways" che apre il 43esimo componimento di "Sonnets from the Portuguese" della poetessa inglese Elizabeth Barrett Browning; infatti, quando la suonò a Lennon via telefono, ella gli chiese di scrivere una canzone che citasse il marito della poetessa, Robert Browning, in risposta alla sua. Destino volle che, mentre era ancora alle Bermuda, Lennon vedesse in televisione A Love Affair: The Eleanor and Lou Gehrig Story, film del 1978 riguardante il giocatore di baseball Lou Gehrig, dove citato proprio Robert Browning con la sua poesia "Rabbi Ben Ezra", la quale inizia con:
(I primi due versi di Rabbi Ben Ezra, i quali vengono citati all'inizio del brano di Lennon e di cui il primo funge da titolo stesso di questo)
Successivamente, anch'egli fece ascoltare la propria canzone ad Ono via telefono e i due cominciarono a lavorarci più elaboratamente registrandone varie versione su delle cassette.

### Utilizzo
Lennon progettò di includere il brano nell'album Double Fantasy: anche se lui ed Ono incisero diverse versioni del brano, non fecero in tempo a registrarne una definitiva in studio. Dopo che morì, di tutte le cassette contenenti le registrazioni del brano rimase soltanto l'ultima prodotta insieme a lui e fu la versione poi inclusa in Milk and Honey.
Successivamente, nel 1994, durante la produzione delle Anthologies dei Beatles, Paul McCartney propose di rielaborare, come avvenuto per "Free as a Bird" e "Real Love", anche "Grow Old with Me", ma Jeff Lynne, che ai tempi li affiancava come produttore, gli disse che sarebbe stato complesso a causa di un ronzio difficile da rimuovere che accompagnava il brano.
Infine, nel 1998 su richiesta di Ono, George Martin, ex produttore discografico dei Beatles, aggiunse un arragiamento orchestrale a "Grow Old with Me", per poi includere la nuova versione nella John Lennon Anthology.

## Cover

### Ringo Starr
Nel suo album "What's My Name" pubblicato nel 2019, Ringo Starr inserì una cover di "Grow Old with Me". Successivamente, rivelò che venne a conoscenza solo recentemente del brano, quando il produttore Jack Douglas gliene fece ascoltare la registrazione originale: all'inizio di questa, Lennon lo citò dicendo che il brano sarebbe potuto esser adatto a lui. Nella sua cover, è presente anche McCartney al basso.

### Altre
Ulteriori rielaborazioni importanti sono state quella di Mary Chapin Carpenter - nel suo singolo Working Class Hero: A Tribute to John Lennon -  e  quella dei Postal Service - inizialmente nell'album "Make Some Noise" dell'Amnesty International e poi incluso nel loro "Give Up", nell'edizione per il decimo anniversario; quest'ultimi diedero al brano una sonorità più elettronica.

## Formazione

### Milk and Honey
- John Lennon - pianoforte, voce, drum machine[7]

### What's My Name
- Ringo Starr - voce, batteria
- Paul McCartney - basso, cori
- Joe Walsh - chitarra
- Isaha Gage - violoncello
- Lauren Baba - viola
- Bianca McClure - violino
- Rhea Fowler - violino
- Allison Lovejoy - fisarmonica
- Jim Cox - pianoforte[8]

### Give Up
- Benjamin Gibbard - voce, ingegnere del suono
- Jimmy Tamborello - ingegnere del suono[6]